# Straßenradsport-Weltmeisterschaften/Mixed-Staffel
Die Mixed-Staffel ist ein Wettbewerb für Nationalmannschaften bei den Straßenradsport-Weltmeisterschaften. Ihre Einführung wurde am Rande der WM 2018 beschlossen und 2019 erstmals umgesetzt. Die Mixed-Staffel ersetzte die Mannschaftszeitfahren der Männer und Frauen, bei denen kommerzielle Radsportteams zum Einsatz gekommen waren. Im Gegensatz dazu wird die Mixed-Staffel von Nationalmannschaften bestritten.
Neben organisatorischen Problemen bei den Vorgänger-Wettbewerben war für die Schaffung der Mixed-Staffel die Hoffnung auf deren Etablierung bei den Olympischen Spielen ausschlaggebend. Auch mindestens 2024 wurde dieses Ziel noch verfolgt, wie UCI-Präsident David Lappartient angesichts der Nicht-Teilnahme einiger größerer Radsport-Nationen betonte.
2020 fand die Mixed-Staffel keinen Platz im aufgrund der Corona-Pandemie verkürzten WM-Programm. Ab 2021 wurde sie wieder ausgetragen. Als Besonderheit startet neben den Nationalmannschaften auch eine Vertretung des von der UCI betreuten Centre Mondial du Cyclisme.
Ein Team besteht aus drei Männern und drei Frauen. Zuerst legen die drei Männer gemeinsam eine Runde des Parcours zurück, anschließend die Frauen. Bei beiden Runden zählt die Zeit des zweiten Fahrers bzw. der zweiten Fahrerin. Die Rundenlänge soll maximal 25 Kilometer betragen.

## Palmarès
| Jahr | Austragungsort                      | Gold                                                                                             | Silber | Bronze                                                                                                  |
| ---- | ----------------------------------- | ------------------------------------------------------------------------------------------------ | --- | --- |
| 2019 | Harrogate                           | Niederlande Lucinda Brand Koen Bouwman Jos van Emden Riejanne Markus Bauke Mollema Amy Pieters   | Deutschland Lisa Brennauer Lisa Klein Mieke Kröger Tony Martin Nils Politt Jasha Sütterlin                        | Großbritannien John Archibald Daniel Bigham Lauren Dolan Anna Henderson Joscelin Lowden Harry Tanfield  |
| 2020 | nicht ausgetragen (Corona-Pandemie) | nicht ausgetragen (Corona-Pandemie)                                                              | nicht ausgetragen (Corona-Pandemie)                                                                               | nicht ausgetragen (Corona-Pandemie)                                                                     |
| 2021 | Brügge                              | Deutschland Nikias Arndt Lisa Brennauer Lisa Klein Mieke Kröger Tony Martin Max Walscheid        | Niederlande Koen Bouwman Ellen van Dijk Jos van Emden Riejanne Markus Bauke Mollema Annemiek van Vleuten          | Italien Edoardo Affini Marta Cavalli Elena Cecchini Filippo Ganna Elisa Longo Borghini Matteo Sobrero   |
| 2022 | Wollongong                          | Schweiz Stefan Bissegger Elise Chabbey Nicole Koller Stefan Küng Marlen Reusser Mauro Schmid     | Italien Edoardo Affini Elena Cecchini Filippo Ganna Vittoria Guazzini Elisa Longo Borghini Matteo Sobrero         | Australien Georgia Baker Luke Durbridge Alexandra Manly Michael Matthews Lucas Plapp Sarah Roy          |
| 2023 | Glasgow                             | Schweiz Stefan Bissegger Elise Chabbey Nicole Koller Stefan Küng Marlen Reusser Mauro Schmid     | Frankreich Bruno Armirail Rémi Cavagna Bryan Coquard Audrey Cordon Cédrine Kerbaol Juliette Labous                | Deutschland Ricarda Bauernfeind Miguel Heidemann Lisa Klein Franziska Koch Jannik Steimle Max Walscheid |
| 2024 | Zürich                              | Australien Grace Brown Brodie Chapman Michael Matthews Ben O’Connor Ruby Roseman-Gannon Jay Vine | Deutschland Marco Brenner Miguel Heidemann Franziska Koch Liane Lippert Antonia Niedermaier Maximilian Schachmann | Italien Edoardo Affini Mattia Cattaneo Filippo Ganna Elisa Longo Borghini Soraya Paladin Gaia Realini   |

## Medaillenspiegel
| Platz  | Land           | Gold | Silber | Bronze | Gesamt |
| ------ | -------------- | ---- | ------ | ------ | ------ |
| 1      | Schweiz        | 2    | 0      | 0      | 2      |
| 2      | Deutschland    | 1    | 2      | 1      | 4      |
| 3      | Niederlande    | 1    | 1      | 0      | 2      |
| 4      | Australien     | 1    | 0      | 1      | 2      |
| 5      | Italien        | 0    | 1      | 2      | 3      |
| 6      | Frankreich     | 0    | 1      | 0      | 1      |
| 7      | Großbritannien | 0    | 0      | 1      | 1      |
| Gesamt | Gesamt         | 5    | 5      | 5      | 15     |